# Thomas Gill (Fußballspieler)
Thomas Gill (* 16. Mai 1965 in Grimstad, Norwegen) ist ein ehemaliger norwegischer Fußballtorhüter.
Nach Stationen in Norwegen kam er 1993 nach Dänemark zu Aalborg BK. Zwei Jahre später ging er in die österreichische Bundesliga zum SK Sturm Graz. 1996 wurde er vom MSV Duisburg verpflichtet, für den er in drei Saisons 71 Erstligaspiele bestritt, wo er aber Mitte der Saison 1998/99 von Gintaras Staučė als Stammtorhüter abgelöst wurde. Schließlich wechselte er für eine Saison nach Schottland und spielte danach noch einige Jahre in Norwegen, bevor er 2005 endgültig seine Karriere beendete. Für die norwegische Fußballnationalmannschaft absolvierte er fünf Spiele.